# SZD-60 GOKO
SZD-60 GOKO – polski szybowiec szkolny.

## Historia
Zespół konstrukcyjny pod kierownictwem Stanisława Oskwarka zaprojektował ultralekki szybowiec wzorowany na amerykańskim szybowcu Goat. W skład zespołu weszli: M. Goryl, St. Oskwarek, M. Krysta i M. Ombach - od pierwszych liter ich nazwisk powstała nazwa GOKO. Konstrukcja szybowca nawiązywała do polskich tradycji jednoosobowego szkolenia w szybownictwie – Wrona, IS-A Salamandra, IS-3 ABC czy PW-2 Gapa.
Prace projektowe i konstrukcyjne prowadzono przy wsparciu Mieczysława Krysty, właściciela Pracowni Architektonicznej z Cieszyna. W stosunku do pierwowzoru w polskiej konstrukcji zmieniono profil skrzydła, zmieniono jego obrys, powiększono lotki oraz przekonstruowano ster kierunku. Zastosowano klapy przelotowo-przeskokowe, które jednocześnie pełnią funkcję hamulców  aerodynamicznych. Konstrukcja ramy kadłuba została wykonana z zastosowaniem spawów i jest wzmocniona tak aby była w przyszłości możliwa instalacja silnika.